# Dionisio Aguado
Dionisio Aguado y García (Madrid, 8 aprile 1784 – Madrid, 29 dicembre 1849) è stato un chitarrista e compositore spagnolo.

## Biografia
Studiò in Spagna e si perfezionò alla scuola di Miguel García.
Nel 1819 e nel 1825 uscirono le sue due opere più importanti: la Colección de estudios, e la Escuela de Guitarra, quest'ultima tradotta in francese dall'amico M. de Fossa, alla quale si è soliti attribuire l'invenzione dell'uso sistematico dei suoni armonici all'ottava e un prontuario delle regole per modulare lo strumento. 
Fu riconosciuto come virtuoso dallo stesso Fernando Sor, che gli dedicò uno dei suoi più celebri brani per due chitarre, Les deux amis op. 41.
Aguado ritornò in Spagna nel 1843 in veste di didatta e scrisse diversi metodi per l'apprendimento della tecnica strumentale e testi sull'insegnamento, tra cui il Nuevo Método, la terza ed ultima edizione del suo trattato, la cui Appendice conclusiva, interessante dal punto di vista storico, era solo in bozza quando la morte lo colse nel 1849. Ideò anche un modo per aumentare la capacità sonore della cassa armonica della chitarra appoggiandola su un treppiede: infatti, essendoci poco contatto tra il proprio corpo e quello della chitarra, la cassa armonica poteva risuonare più facilmente. Ma questo metodo non ebbe molto successo, tanto che venne ben presto dimenticato.

## Didattica
Uno studio dell'ultimo trattato didattico pubblicato da Aguado, il Nuevo método para guitarra (prima pubblicazione nel 1843 a Madrid), mostra tutta l'importanza di questo autore nello sviluppo della chitarra: in esso vengono affrontati minuziosamente e sviluppati moltissimi aspetti tecnici riguardanti l'uso delle due mani. Tutti i concetti fondamentali della moderna tecnica chitarristica vi sono già riconoscibili: posizione della mano destra, angolazione delle dita, l'uso delle unghie in combinazione col polpastrello (in polemica con il collega e amico Sor, che prediligeva l'attacco della corda col solo polpastrello), l'alternanza delle dita nei fraseggi, la ricerca delle varie timbriche producibili, nonché vari tipi di abbellimenti.

## Composizioni
Tutte le opere di Diniosio Aguado a noi note furono composte per chitarra sola.
Con numero d'opera
- Douze valses op. 1
- Trois rondo brillantes op. 2
- Huit petites pièces op. 3
- Six petites pièces op. 4
- Quatre andantes et quatre valses op. 5
- Valses faciles op. 7
- Contredanses et valses faciles op. 8
- Contredanses non difficiles op. 9
- Exercices faciles et très utiles op. 10
- Les favorites, Huit contredanses op. 11
- Six menuets & six valses op. 12
- Morceaux agréables non difficiles op. 13
- Dix petites pièces non difficiles op. 14
- Le menuet affandangado op. 15
- Le fandango varié op. 16

Senza numero d'opera
- Douze walses
- Allegro
- Variaciones
- Variaciones brillantes
- Collección de Andantes, Valses y Minuetos
- Valses caractéristiques
- Gran solo de Fernando Sor (op. 14)

Metodi e studi
- Collección de estudios
- Nuevo método de guitarra op. 6
- Nuevo método para guitarra

## Discografia
- Duo Imbesi Zangarà, Tocando en Dos works by Julian Arcas, Francisco Tarrega, Dionisio Aguado, performed by Carmelo Imbesi e Carmen Zangarà, Classical Music 3.0, 2022